# Sheldon (Nowy Jork)
Sheldon – miasto w Stanach Zjednoczonych, w stanie Nowy Jork, w hrabstwie Wyoming.